# Jaume Plensa
Jaume Plensa Suñé (Barcelona, 23 de agosto de 1955) es un artista plástico español, escultor y grabador. Artista muy polifacético que ha experimentado también con el dibujo, escenarios para ópera, videoproyecciones o instalaciones acústicas. Es conocido por sus grandes esculturas formadas por letras y números, y también por sus cabezas con los ojos cerrados.

## Trayectoria artística
Nacido en Barcelona en 1955, estudió en la Escuela Llotja y en la Escuela Superior de Bellas Artes de Sant Jordi.
En una primera etapa, su obra refleja el interés por cuestiones relacionadas con el volumen, el espacio y la tensión. En 1983-1984 empieza a moldear el hierro con la técnica de la fundición y desarrolla un concepto escultórico de formas zoomórficas utilizando cortes y dobleces. En 1986 empezó a trabajar con hierro fundido, y luego utilizó cristal, resina, luces y sonidos.
Desde 1996 se ha dedicado también a crear elementos y decorados para montajes de ópera y teatro, principalmente en colaboración con la compañía La Fura dels Baus. También destaca como dibujante y grabador. 
En 2008 realizó la escultura llamada "Alma del Ebro" en Zaragoza (Aragón) con motivo de la Exposición Internacional del Agua allí celebrada. Esta escultura tiene 11 metros de altura y está situada delante del Palacio de Congresos, a orillas del río Ebro. Las letras representan células del cuerpo humano, el cual está compuesto por más del 60% de agua. Sus letras blancas y estructura hueca invitan al espectador a mirar dentro y reflexionar sobre la relación entre los seres humanos y el agua.
En diciembre de 2012 fue elegido ganador del Premio Nacional de Arte Gráfico 2013 que otorga la Calcografía Nacional y que da reconocimiento a la trayectoria del artista en el campo del arte gráfico.
En el año 2012 realizó el cartel de la Fiestas de la Mercè de Barcelona. Ciudades de todo el mundo exponen en sus espacios públicos obras de gran formato de Jaume Plensa, ya sea de manera temporal o definitiva: Chicago, Nueva York, Madrid, Río de Janeiro, Barcelona, entre otras.

## Distinciones

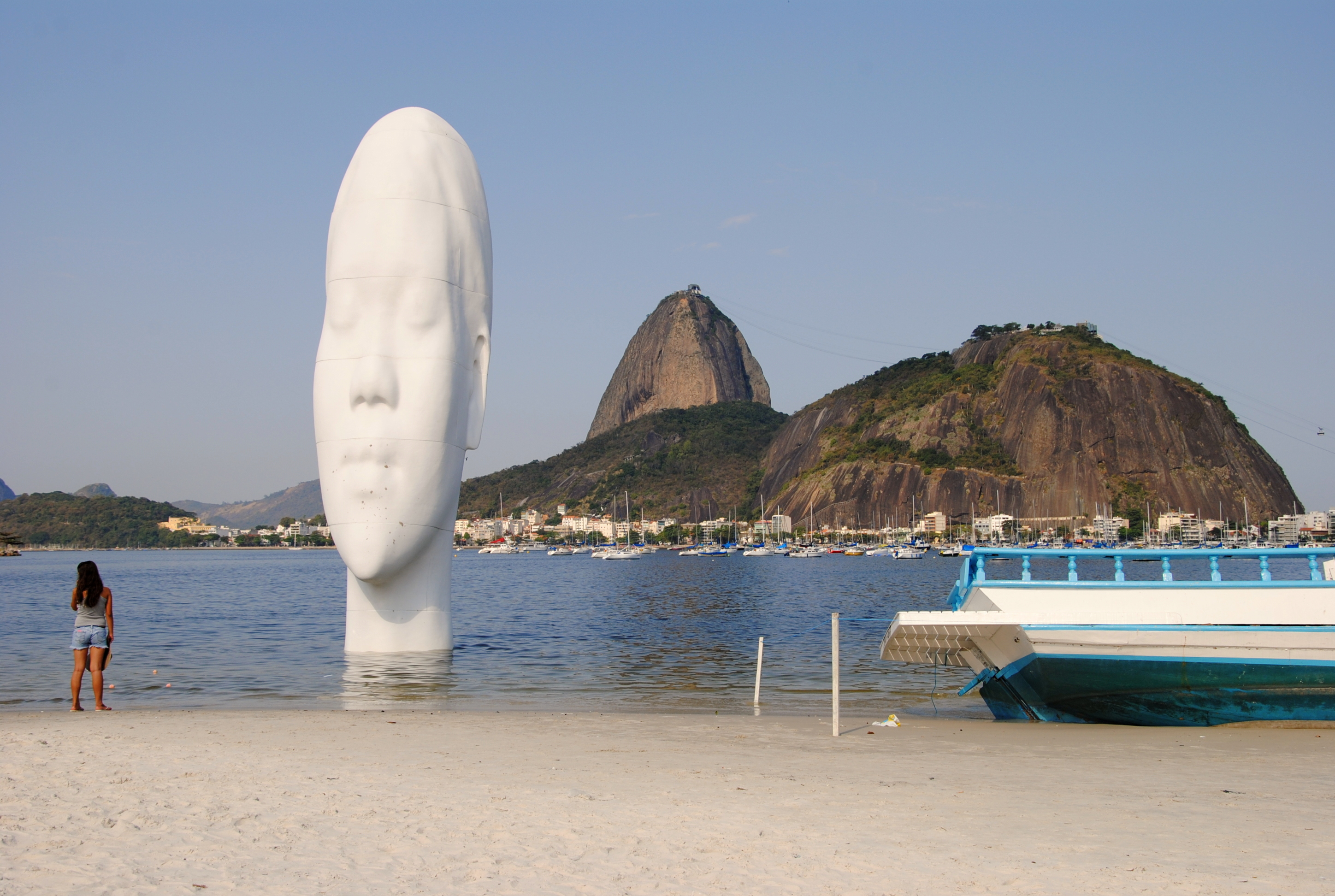
Mirar en mis sueños, estatua de 12 metros, hecha de resina y polvo de mármol, fue colocada ante la playa de Botafogo, en Río de Janeiro, con motivo de la Mostra Internacional de Arte Público de Brasil, durante 2012.

Las principales distinciones obtenidas por el artista han sido las siguientes:
- 1993: Medaille des Chevaliers des Arts et Letres, Ministerio de Cultura, Francia.
- 1996: Premio de la Fondation Atelier Calder, Saché, Francia.
- 1997: Premio Nacional d'Arts Plàstiques, Generalidad de Cataluña, Barcelona, España.
- 2002: Investido doctor honoris causa por la School of the Art Institute de Chicago.
- 2012: Premio Nacional de Artes Plásticas de 2012.[7]
- 2012: Premio Nacional de Arte Gráfico 2013.[8] de Calcografía Nacional.
- 2013: Premio Velázquez de Artes Plásticas, (equivalente en pintura al Premio Cervantes).[2] El jurado de este premio valoró la coherencia de una trayectoria en la que ha renovado en profundidad el lenguaje plástico de la escultura, integrando poesía y conceptualización con propuestas de gran intensidad estética.[9]
- 2015: Premio Ciudad de Barcelona por la proyección internacional de ciudad de Barcelona 2015.
- 2018: Investido doctor honoris causa por la Universidad Autónoma de Barcelona.[10]
- 2023: Premio 'El Ojo Crítico' Especial 2023 de RNE.[11]

## Publicaciones
- Ilustraciones de Teatro completo de William Shakespeare, Galaxia Gutenberg, Barcelona, 2006. ISBN 978-84-8109-639-2.
- Sombras y textos, Galaxia Gutenberg, Barcelona, 2008. ISBN 978-84-8109-723-8.

## Galería

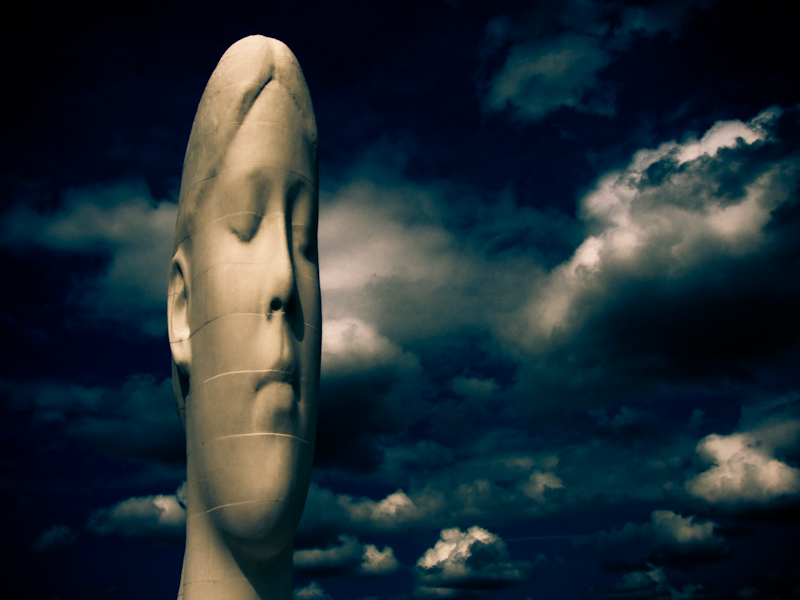
Dream (2007, Saint Helens (Merseyside))
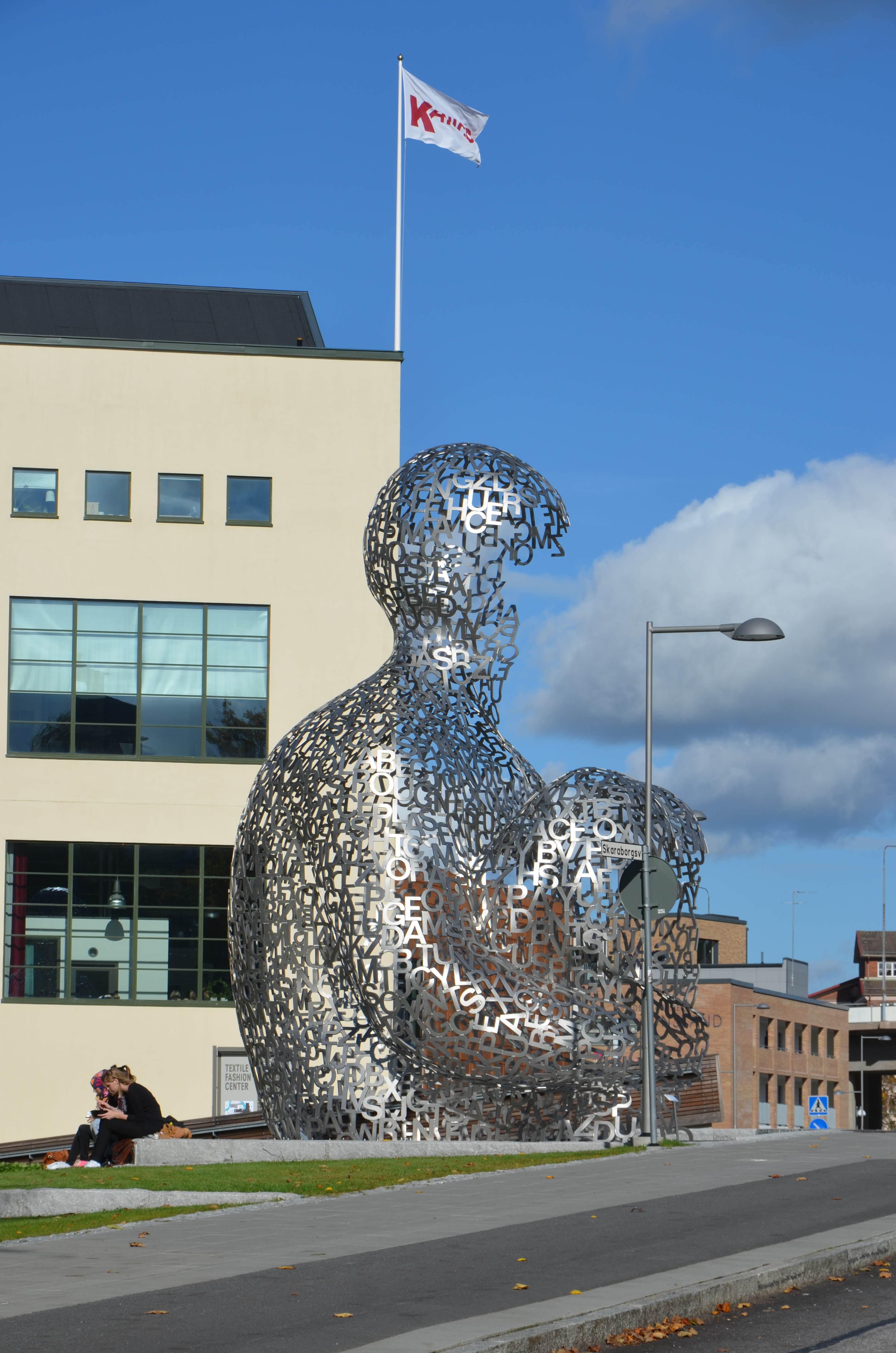
House of Knowledge en Borås, Suecia
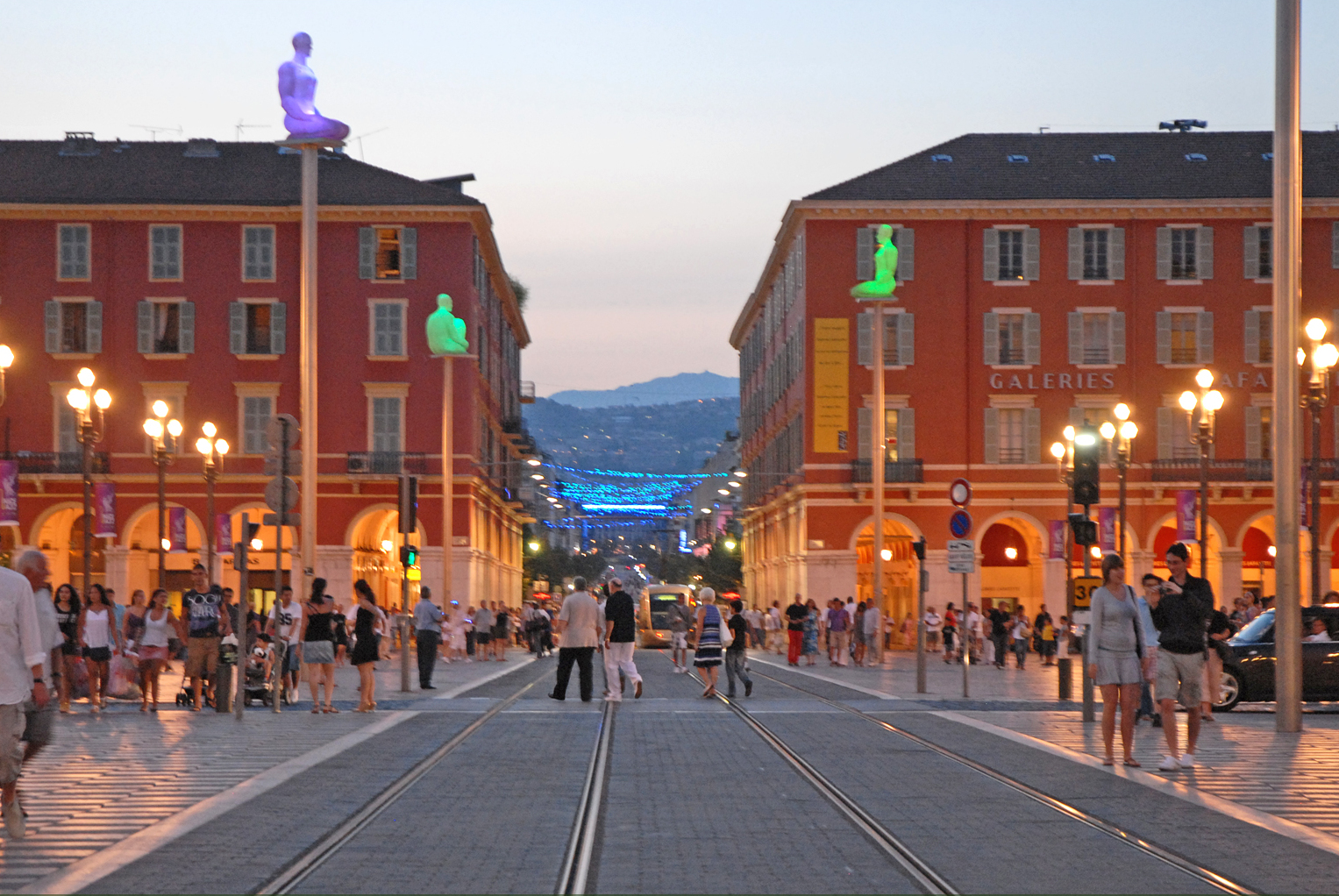
Figures representing seven continents, Niza, Francia
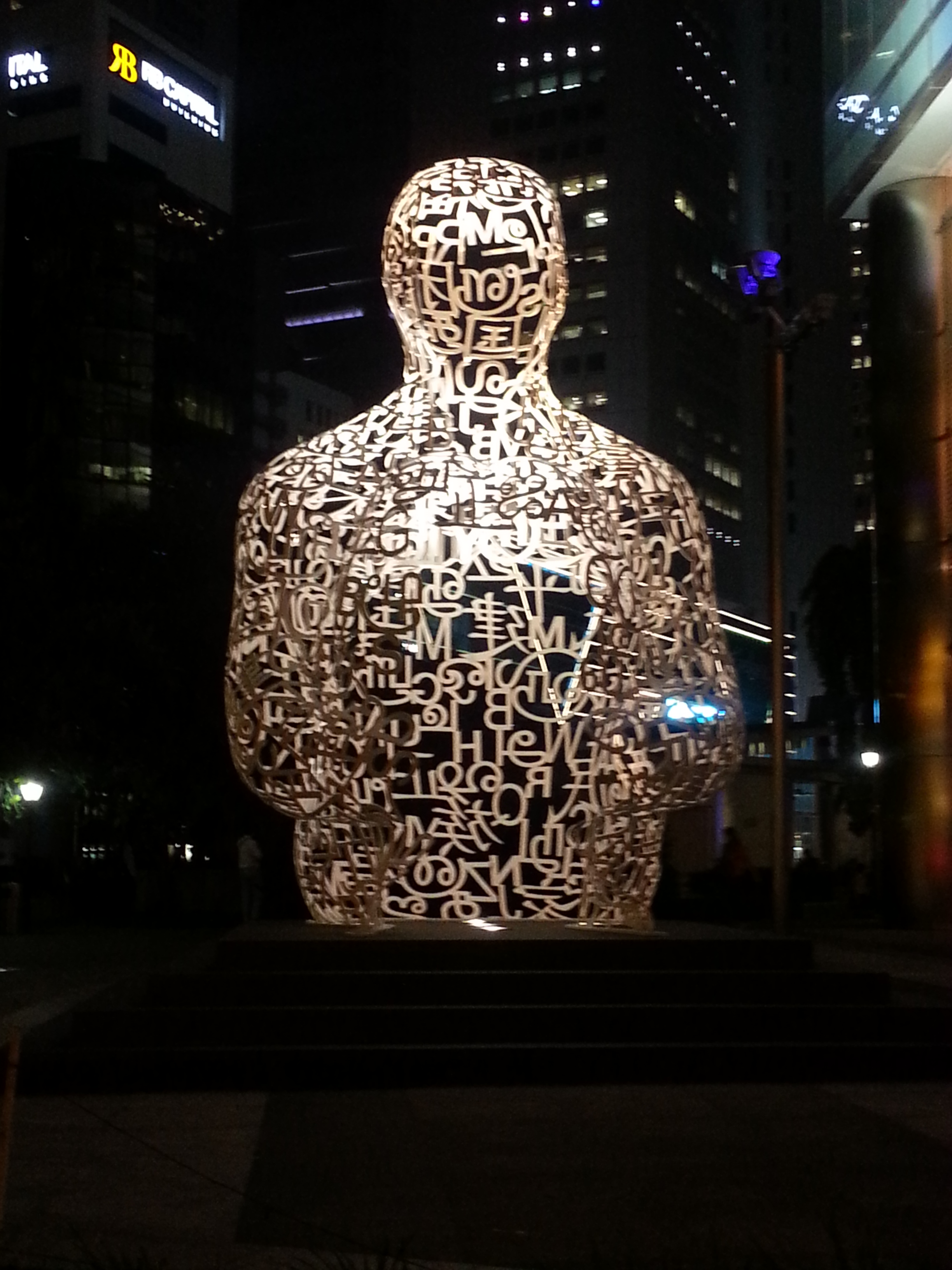
Singapore Soul (2011) en el Ocean Financial Centre, Singapur
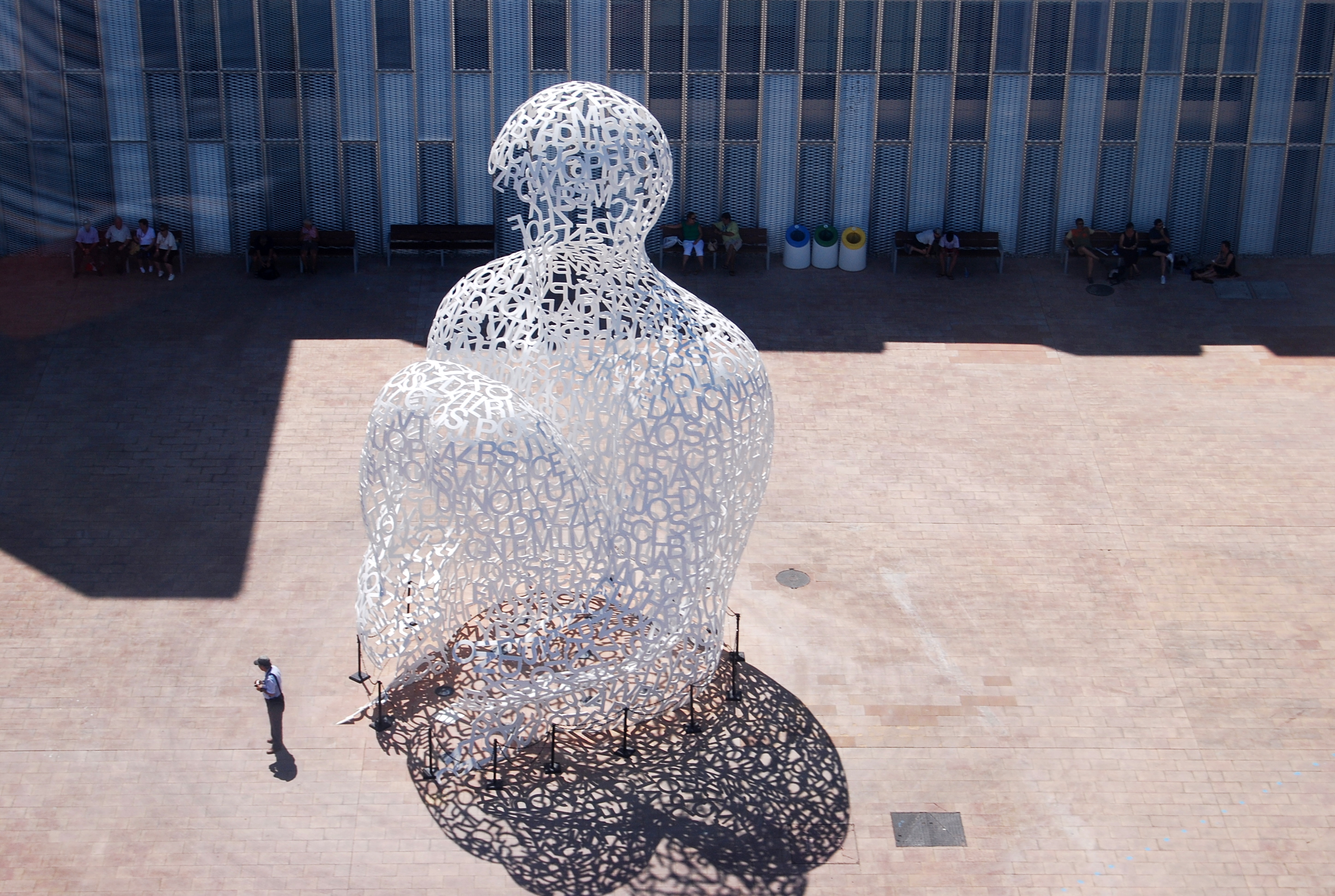
El alma del Ebro, Zaragoza, Aragón
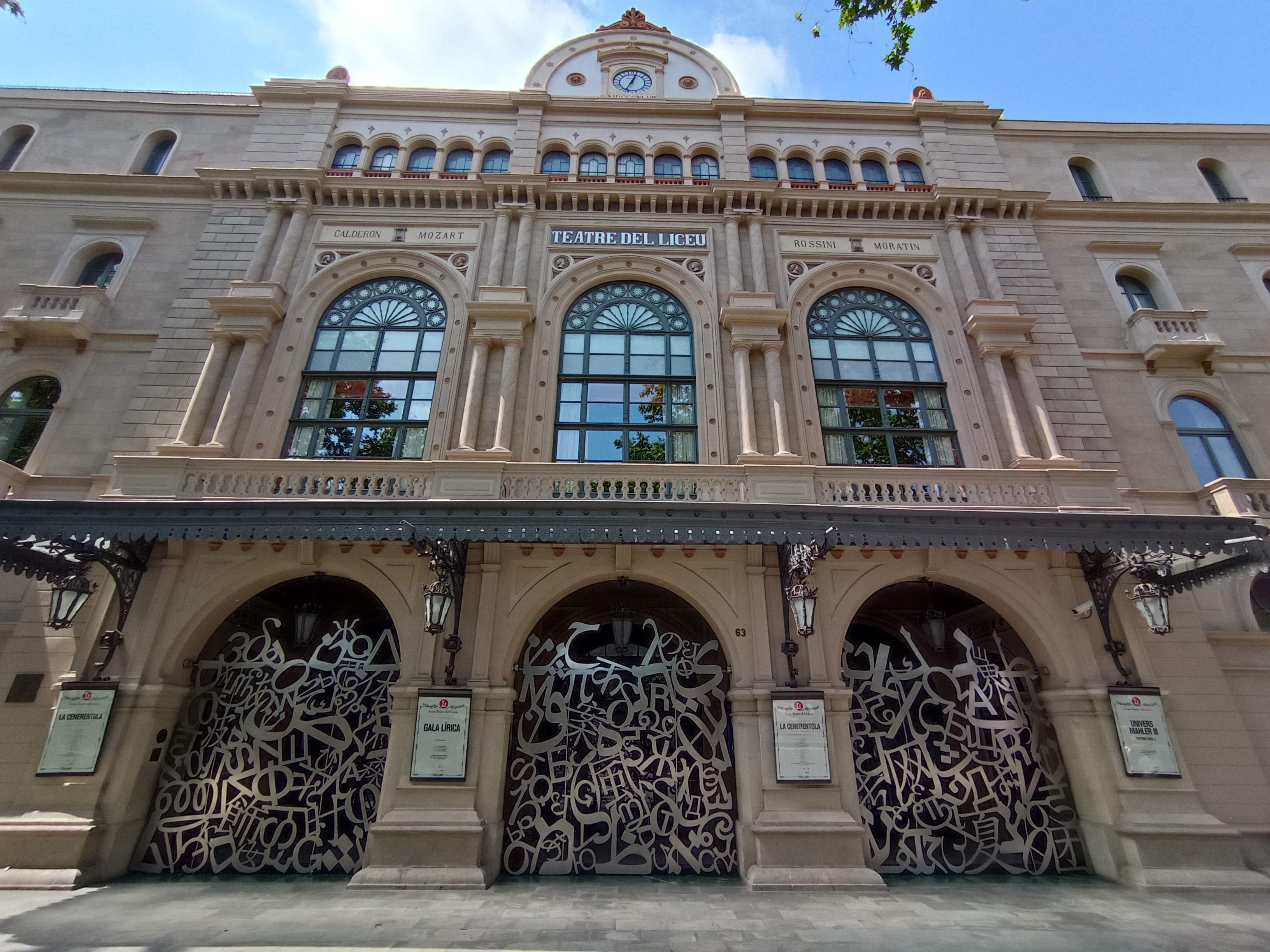
Constelaciones, Gran Teatro del Liceo, Barcelona (2022)
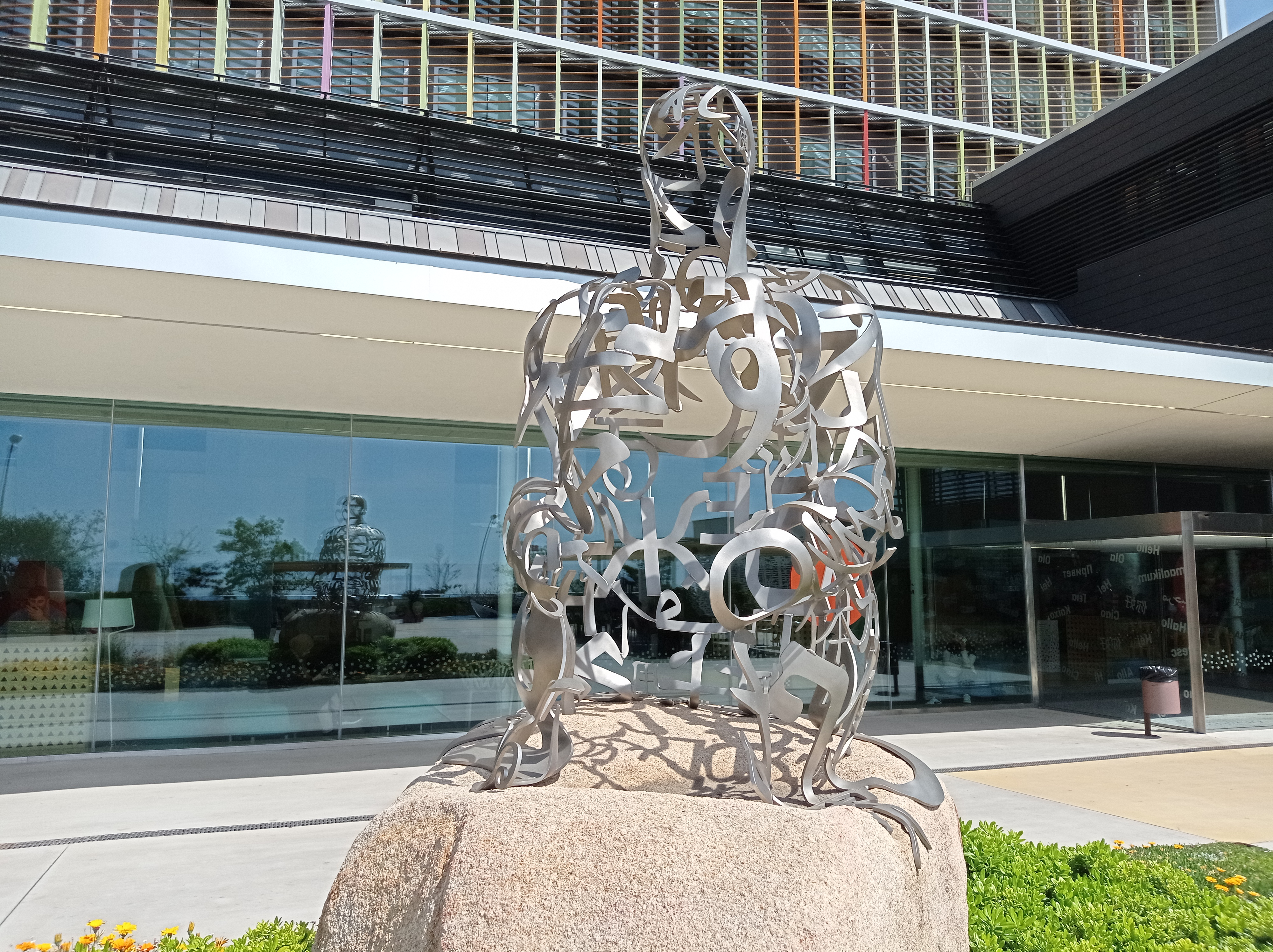
Alma (2013), Hospital San Juan de Dios, Esplugas de Llobregat